# Vital'O Football Club
O Vital'O Football Club é um clube de futebol com sede em Bujumbura, Burundi. A equipe compete no Campeonato Burundiano de Futebol.

## História
O clube foi fundado em 1960. 

## Títulos
| NACIONAIS | NACIONAIS              | NACIONAIS | NACIONAIS |
|           | Competição             | Títulos   | Temporadas |
| --------- | ---------------------- | --------- | --- |
| Burundi   | Burundi Premier League | 21        | 1971, 1979, 1980, 1981, 1983, 1984, 1986, 1990, 1994, 1996, 1998, 1999, 2000, 2006, 2007, 2009, 2010, 2012, 2015, 2016, 2021 |
| Burundi   | Burundian Cup          | 13        | 1982, 1985, 1986, 1988, 1989, 1991, 1993, 1994, 1995, 1996, 1997, 1999, 2015.                                                |

### Destaque
- Recopa Africana

Vice campeão: 1992

## Participações na CAF
- Liga dos Campeões da CAF :15
- 1982 : Primeira rodada
- 1984 : Primeira rodada
- 1985 : Quartas de finais
- 1991 : Segunda rodada
- 1993 : Primeira rodada
- 1999 : Segunda rodada
- 2000 : Segunda rodada
- 2001 : Primeira rodada
- 2007 : Primeira rodada
- 2008 : Primeira rodada
- 2010 : Fase preliminar
- 2011 : Fase preliminar
- 2013 : Primeira rodada
- 2016 : Primeira rodada
- 2017 : Fase preliminar